# Lamponius lethargicus
Lamponius lethargicus är en insektsart som beskrevs av Michel G. Lelong och Langlois 1998. Lamponius lethargicus ingår i släktet Lamponius och familjen Pseudophasmatidae. Inga underarter finns listade i Catalogue of Life.